# 尼子經久
尼子經久（1458年12月25日—1541年11月30日），日本戰國時期出雲國大名。尼子清定嫡子，幼名又四郎，1478年尼子清定隐退后继任尼子氏家督，成为出云守护代。1484年曾被短暂逐出居城，但在1486年重新夺回月山富田城，随后平定出云国并向周边地区扩展势力。强盛时期的尼子经久的势力曾影响到出云、隐岐、伯耆、因幡、石见、安艺、备前、备中、备后、美作、播磨11个令制国，尼子经久也被后世称为山阴、山阳十一国太守。
尼子经久绰号云州之狼，擅长谋略，其下克上的经历与毛利元就、宇喜多直家被并称为「中国三大谋将」。

## 生平

### 家督继承
1458年12月25日，尼子经久在出云国出生，幼名又四郎，其父为尼子清定，母为真木朝亲之女。
1474年，尼子经久被送往京都，作为其主君京极政经的人质。滞留于京都期间，尼子经久元服并拜领京极政经的偏諱，改名为尼子经久。经过五年的人质生活后，尼子经久离开京都返回出云。1478年，尼子清定隐退，由尼子经久接任家督之位。

### 流亡生涯
应仁之乱后，作为尼子氏主君的出云、飞驒、隐岐、近江四国守护京极氏权力逐渐衰弱，尼子经久则趁机发展势力，侵占京极氏在出云国的寺社、土地。1482年，室町幕府要求出云国缴纳庄园段钱，而尼子经久无视幕府的命令，私自下令扣押段钱并拒绝上缴。1484年，幕府下令剥夺尼子经久出云守护代的职务并且下达讨伐令，三泽氏、三刀屋氏、朝山氏、广田氏、樱井氏、盐冶氏、古志氏等国人纷纷响应，起兵围攻经久的居城月山富田城。尼子经久兵败后遭流放，被迫投靠母家真木氏，京极政经任命出云国人盐冶扫部介为新出云国守护代。

### 夺回居城
一心想夺回居城的尼子经久秘密集结了山中胜重、龟井安纲、真木上野介、河副常重等家臣，又联络忍者集团钵屋贺麻党作为援助。1486年元旦，钵屋众的领袖钵屋弥之三郎率领外穿表演服装、内藏甲胄兵刃的贺麻党约70人，以千秋万岁舞表演者的身份进入月山富田城。尼子经久及其家臣56人则跟随贺麻党中混入城内，四处放火并夜袭守军。月山富田城中一片混乱，城主盐冶扫部介杀死妻子后自杀，尼子经久通过夜袭成功地夺回了居城。战后尼子经久将月山富田城的北方长屋赐予钵屋众居住，钵屋众又被称为橹下组，成为专门为尼子氏效力的忍者集团。

### 平定出云
夺回月山富田城之后，尼子经久开始着手平定出云国内的国人众，首当其冲的是驱逐尼子经久时最为出力，实力最强的三泽为国。尼子经久运用计谋，命重臣山中胜重进入三泽军担任卧底，取得三泽为国的信任。1488年，山中胜重率领三泽军的精锐进攻月山富田城，到达城下时胜重秘密向尼子经久透露军情，尼子经久里应外合击败三泽军主力，三泽氏降服。此战过后，三刀屋氏、赤穴氏等国人众纷纷臣服于尼子经久，出云一国被平定。1505年，在京极氏内乱中战败的京极政经出奔至出云国，不久与尼子经久达成和解。1508年，京极政经托孤于尼子经久，并将出云守护一职让与嫡孙吉童子丸后去世，吉童子丸此后事迹不明，尼子经久实际成为出云守护。

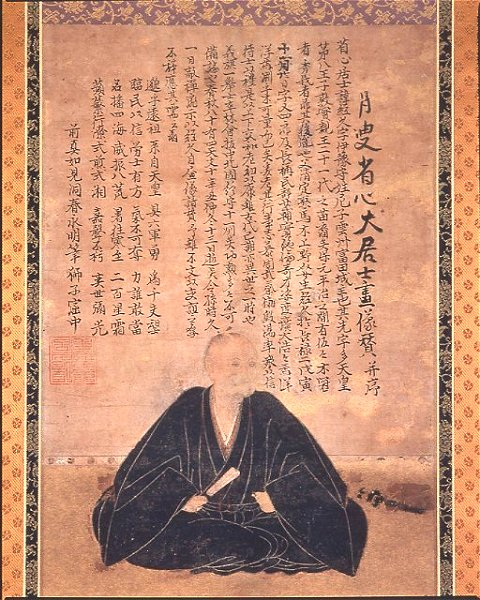
尼子经久像（山口县山口博物馆藏）

### 反叛大内
1507年，室町幕府管领细川政元遭到暗杀，政元的三名养子细川澄之、细川澄元、细川高国展开混战。次年，西国霸主大内义兴向中国地方和北九州的大名、国人发出动员令，拥立前将军足利义材和细川高国上洛。尼子经久应大内义兴之邀，参与上洛，参加了1511年的船冈山之战。尼子经久的次子和三子也分别拜受细川高国和大内义兴的偏讳，改名为尼子国久和盐冶兴久。但由于尼子经久不满大内义兴微薄的赏赐，提前离开京都返回领国，支援反大内势力。1512年，尼子经久支持备后国大场山城城主古志为信反叛大内家。1515年，应邀上洛的武田元繁返回领地后与大内义兴养女离婚，转而与尼子经久弟弟尼子久幸的女儿结为姻亲，随后反叛大内氏。一时间大内领地狼烟四起，令大内义兴十分头痛。

### 扩大势力
1517年，山名氏联合尼子经久进攻石见国内大内氏城池。同年，尼子经久联合备中国人新见氏进攻三村氏。
1518年，尼子经久分兵两路，一路由弟弟尼子久幸率领，侵入伯耆国，攻打尾高城城主行松正盛、羽衣石城城主南条宗胜；另一路由嫡子尼子政久率领，围攻反叛的出云国磨石城城主樱井宗的。尼子政久擅长吹笛，但却因笛声暴露目标，被樱井守军用箭射死。痛失爱子的尼子经久亲自率军攻破磨石城并进行屠城，城主樱井宗的自杀。尼子经久随后召开会议决定继承人，经久想让弟弟尼子久幸作为继承人，但久幸却建议由尼子政久的嫡子尼子诠久继任，最后尼子经久决定立尼子诠久为继承人。
1521年，石见国人吉见氏、益田氏倒向大内义兴，尼子经久应山名氏之邀出兵石见。同年，攻打今井城。次年，攻陷福屋氏的乙明城。1523年，进攻那贺郡的波志浦，并向安艺国拓展势力，安艺国人毛利氏背弃大内氏投靠尼子经久。同年，尼子军进攻安艺国的大内氏据点镜山城，城主藏田房信和叔父藏田直信固守城池，久攻不下。毛利元就献计分化镜山城内部，以继任藏田氏家督的条件策反藏田直信，城主藏田房信战败自尽，尼子经久顺利攻占镜山城。但战后尼子经久违背毛利元就的开出的条件，逼死藏田直信，使毛利元就对尼子经久产生不信任感。
1524年，尼子经久大规模入侵伯耆国，陆续攻下米子城、淀江城、天万城、尾高城、八桥城，随后又攻下岩仓城、堤城、羽衣石城，南条宗胜战败出逃，伯耆守护山名澄之遭到驱逐，大批伯耆国人逃亡至因幡、但马国，神社、寺庙都遭到破坏烧毁，史称大永五月之崩坏。同年七月，为限制尼子经久的扩张，大内义兴与其子大内义隆、重臣陶兴房率军包围尼子经久盟友武田光和的居城佐东银山城，尼子经久动员安艺国人众参战，双方交战一月后撤军，史称佐东银山城之战。

### 毛利叛离
镜山城之战后，年仅9岁的毛利氏当主毛利幸松丸病逝，毛利家推举毛利兴元之弟毛利元就继任。但在尼子氏重臣龟井秀纲的指使下，毛利家臣桂广澄、坂广秀、渡边胜等试图谋反，准备拥立毛利元就之弟相合元纲继位。在志道广良等宿老的支持下，毛利元就平定叛乱，诛杀相合元纲。在陶兴房的活动下，1525年，继任毛利氏家督的毛利元就背弃尼子氏，转而投向大内氏，使安艺国内形势向大内方偏移。
1526年，山名氏联合大内氏对尼子经久进行包围。次年，尼子经久在备后国击败陶兴房，原本从属于大内氏的备后国人多数倒向尼子氏。

### 兴久之乱
1528年，大内义兴去世，其子大内义隆继任。此后四年中，尼子家与大内家多次在安艺、备后的山区中交战，直到1532年，大内义隆为平定北九州的动乱而渡海，与大友义鉴、少贰资元的联军对峙。尼子氏反攻的时机到来，但是家中却发生了尼子经久三子盐冶兴久的叛乱事件。
尼子经久曾赐予盐冶兴久三千贯的领土，但是兴久希望增加领地，于是通过龟井秀纲向尼子经久提出增加大原郡七百贯领地的要求。但尼子经久却将备后国一千贯领地赏赐给兴久，兴久认为没有得到想要的领地是由于秀纲进谗言的缘故，于是请求将秀纲交给自己处罚，却遭到经久的拒绝。盐冶兴久于是联合出云大社、鳄渊寺、三泽氏、多贺氏、备后山内氏等势力发动叛乱。在尼子经久和诠久的攻击下，盐冶兴久在佐陀城、末次城之战中败北，被迫逃亡甲山城投靠岳父山内直通。1534年，盐冶兴久切腹身亡，其领地则由其子盐冶清久和其兄尼子国久继承。由于尼子国久势力的扩大，为尼子晴久时期肃清新宫党埋下了伏笔。
同年，隐岐国人隐岐为清的叛乱也遭到镇压。尼子诠久成功入侵美作国，将尼子家的势力向东扩展到备前国。

尼子氏家纹：四目结

### 晚年生涯
1537年，在接连失去两个儿子的打击下，年迈的尼子经久将家督之位让给嫡孙尼子诠久后宣布隐居。同年，尼子诠久攻占了属于大内氏的石见银山，击败播磨守护赤松政祐。但在1540年尼子氏与毛利氏、大内氏的吉田郡山城之战中，尼子诠久大败，尼子久幸战死，使尼子家的优势丧失殆尽。
1541年11月30日，尼子经久病逝于月山富田城，其墓所位于今岛根县安来市洞光寺，安来市广濑町树立有尼子经久的铜像。

## 登場作品
小說
- 尼子經久（PHP研究所、中村整史朗著）
- 龙之梦：尼子经久（叢文社、神川武利著）
- 风云之月山城（新人物往来社、米原正義（日语：米原正義）著）

电视剧
- 毛利元就（1997年、NHK大河剧、演：绪形拳）